# Xã Princeville, Quận Peoria, Illinois
Xã Princeville (tiếng Anh: Princeville Township) là một xã thuộc quận Peoria, tiểu bang Illinois, Hoa Kỳ. Năm 2010, dân số của xã này là 1.628 người.